# 杰拉德·布朗
杰拉德·布朗（英語：Gerald Brown，1975年7月28日—），美国NBA联盟前职业篮球运动员。